# Francis Galtier
Francis Marie Henri Fernand Galtier (* 11. Mai 1907 in Croix, Département Nord; † 15. Juni 1986 in Paris) war ein französischer Sprinter, der sich auf den 400-Meter-Lauf spezialisiert hatte.
Bei den Olympischen Spielen 1924 in Paris wurde er Fünfter in der 4-mal-100-Meter-Staffel.
1926 wurde er Französischer Meister. Seine persönliche Bestzeit von 49,6 s stellte er 1928 auf.